# Montjean (Charente)
Montjean é uma comuna francesa na região administrativa da Nova Aquitânia, no departamento de Charente. Estende-se por uma área de 8,01 km². Em 2010 a comuna tinha 243 habitantes (densidade: 30,3 hab./km²).